# Темеш, Юдит
Юдит Темеш (-Туйдер) (венг. Judit Temes (-Tuider), 10 октября 1930, Шопрон, Венгрия — 11 августа 2013, Будапешт, Венгрия) — венгерская пловчиха, чемпионка летних Олимпийских игр в Хельсинки (1952).

## Спортивная карьера
Более десяти лет являлась членом национальной сборной Венгрии по плаванию (1944—1956). На протяжении своей карьеры она выиграла 29 национальных титулов, из них 12 — в личном зачете, являлась 12-кратной чемпионкой Универсиад (1949 , 1951 и 1954). В составе сборной Венгрии установила три мировых рекорда в эстафетах и семь национальных рекордов, из них пять — на 100-метровке вольным стилем.
На летних Олимпийских играх в Хельсинки (1952) завоевала бронзовую медаль на дистанции 100 м вольным стилем (1.07,1). В эстафете 4 × 100 м вольным стилем стала олимпийской чемпионкой, сборная Венгрии установила в этом заплыве новый мировой рекорд — 4.24,4. На летних Играх в Мельбурне выступила неудачно. 
В 1954 г. на чемпионате Европы по плаванию в Турине выиграла золото в эстафете 4×100 вольным стилем и серебро на дистанции 100 м вольным стилем. В том же году была в составе команды Венгрии, установившей новый мировой рекорд в комбинированной эстафете 4 × 100 м (05:07,8). 
В 1955 г. окончила медицинский факультет Будапештского университета. По завершении спортивной карьеры работала на кафедрии патологии Будапештского университета, в НИИ онкологии, врачом в ряде медицинских учреждений. В 1975 г. получила степень в области философии, а в 2000 г. — диплом юриста в Университете Этвоша Лорана. Являлась успешным спортивным менеджером. Являлась членом Олимпийского комитета Венгрии, была в течение одного срока президентом Венгерской федерации плавания, членом Европейской лиги водных видов спорта. 